# Audorfer See
Der Audorfer See ist ein See im Kreis Rendsburg-Eckernförde im deutschen Bundesland Schleswig-Holstein nördlich der Ortschaft Schacht-Audorf. Er ist der westliche der drei Obereiderseen. Der See ist ca. 91 ha groß und bis zu 2,3 m tief. Der Audorfer See wird vom Nord-Ostsee-Kanal durchquert und ist somit Bestandteil der Bundeswasserstraße Nord-Ostsee-Kanal.